# Mevlana Moschee (Kassel-Oberzwehren)
Die Mevlana Moschee ist ein islamischer Sakralbau in der nordhessischen Stadt Kassel. Sie befindet sich in der Mattenbergstraße im Stadtteil Oberzwehren. Der offizielle Name der dazugehörigen Gemeinde lautet DITIB Türkisch-Islamische Gemeinde zu Kassel-Mattenberg e. V. Der Verein wurde 1983 gegründet und gehört heute mit annähernd 300 Mitgliedern zu einem der größten islamischen Vereine in Nordhessen.

## Geschichte
Anfang der 1980er Jahre erwarb die neu gegründete islamische Gemeinde am Mattenberg ein 4878 m² großes Grundstück. In ihrem Baubestand befand sich eine Leichtbauhalle, die 1944 errichtet und bis 1983 als eine Autowerkstatt und Lackiererei genutzt wurde. Diese wurde anschließend renoviert und den religiösen und sozialen Anforderungen der Gemeinde angepasst. Aufgrund der Mängel im Baubestand sowie der wachsenden Mitgliederzahl und Bedürfnisse der Gemeinde entschied sich der Verein in den 1990er Jahren für den Neubau einer Moschee.

## Konzeption
Das Projekt wurde durch die Architekten Abdurrahman Yüksel und Salim Yüksel in Kooperation mit der Universität Kassel sowie der Stadtverwaltung Kassel in dem Zeitraum von 1997 bis 2010 entwickelt und geleitet.
Die Zielsetzung ist die moderne Interpretation einer traditionell islamischen Stiftungseinrichtung (Külliye). Das Gebetshaus bildet dabei das zentrale Gebäude der neuen Anlage, während umlaufende Nebengebäude zahlreiche soziale, karitative, akademische und gewerbliche Funktionen erfüllen. Diese sollen sowohl den interkulturellen Dialog im Stadtteil nachhaltig fördern als auch die geistige und wirtschaftliche Zukunftsfähigkeit der Gemeinde langfristig gewährleisten.

## Gebäude

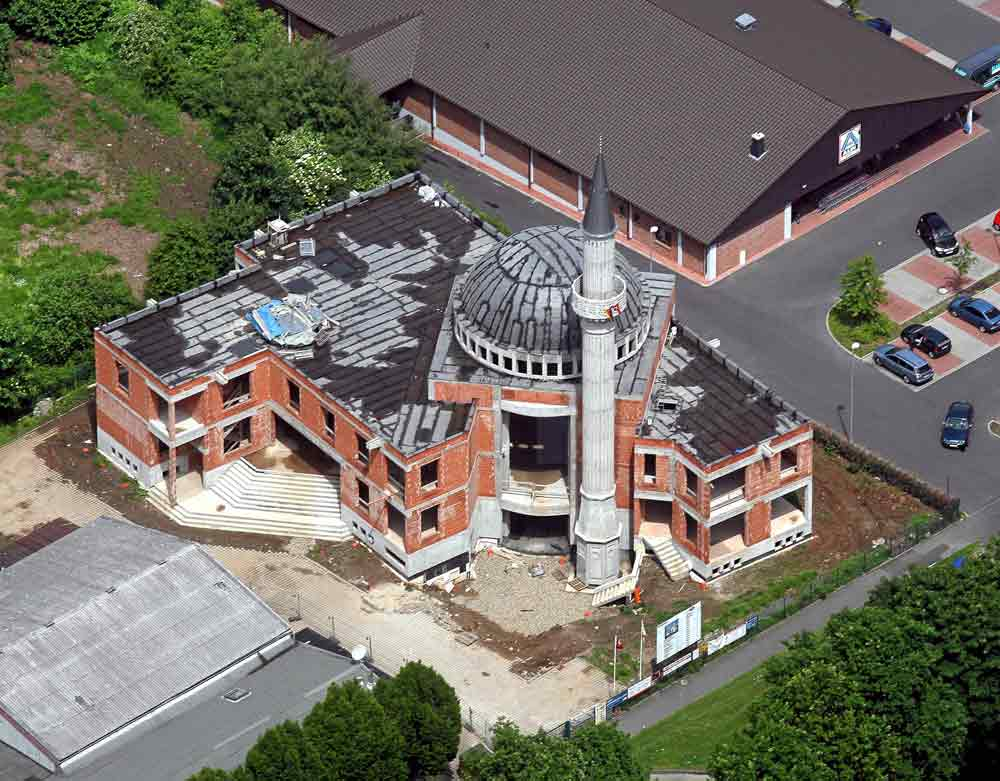
Mevlana Moschee – Luftbild

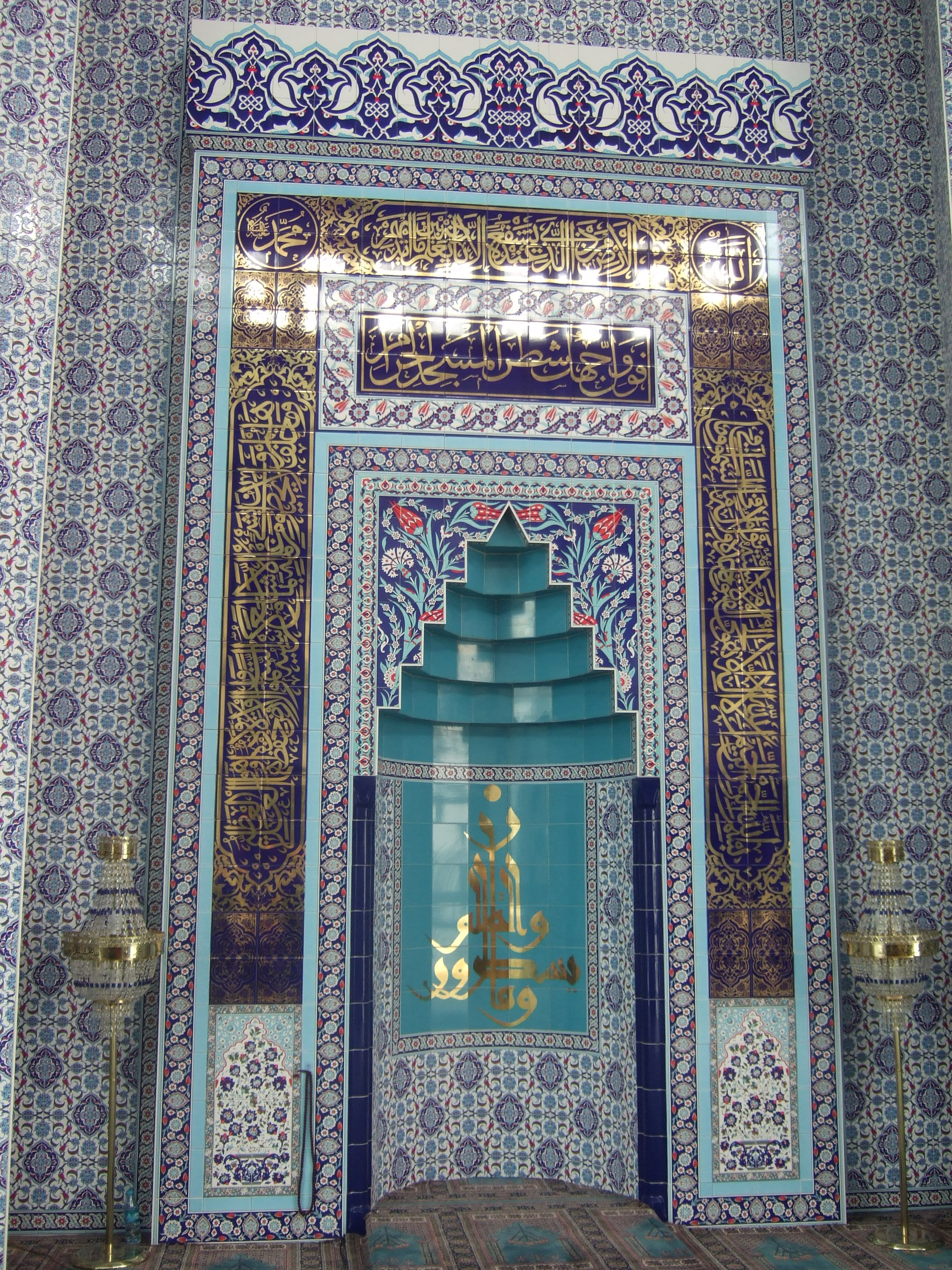
Innengestaltung im Gebetssaal

Die architektonische sowie stadt- und landschaftsplanerische Realisierung des Bauvorhabens setzt sich aus vier Projektphasen zusammen. Im Fokus liegt der erste Bauabschnitt, die Moschee einschließlich ihres Minaretts. In der zweiten und dritten Phase werden die alten Bestandsbauten auf dem Grundstück stufenweise abgerissen und durch die Erweiterungsbauten der Stiftungseinrichtung ergänzt. In der letzten Phase erfolgt die Ausgestaltung des Innenhofes sowie des Vorplatzes. Im März 2001 wurde die Bauvoranfrage des Begegnungszentrums seitens der Stadt Kassel genehmigt.
Die Genehmigung des Bauantrags für den ersten Projektabschnitt, der Moschee einschließlich ihres Minaretts, sowie ihre Grundsteinlegung erfolgten im August 2008. Die Eröffnung der Moschee erfolgte am 18. Mai 2014.

## Bedeutung
Die Entwicklung einer interkulturellen und -religiösen Begegnungsstätte in Form einer traditionellen Stiftungseinrichtung erfolgt in dieser Ausprägung erstmals in Deutschland. Mittels komplexer kapitalwirtschaftlicher Strategien sollen die Investitionen für den Neubau, ihre zukünftigen Betriebsmittel sowie karitativen Aufwendungen gewährleistet werden. Planungen über neue Organisationsstrukturen der Gemeinde haben eine nachhaltige Optimierung zukünftiger Kooperationen mit Politik, Gesellschaft und Medien zum Ziel.
Der Initiator und langjähriger Förderer des Projektes Abdurrahman Yüksel wurde am 20. Mai 2011 mit der Goldenen Ehrennadel der Stadt Kassel ausgezeichnet.